# Alconeura unipuncta
Alconeura unipuncta är en insektsart som först beskrevs av David D. Gillette 1898.  Alconeura unipuncta ingår i släktet Alconeura och familjen dvärgstritar. Inga underarter finns listade i Catalogue of Life.